# 天雷特別攻撃隊
天雷特別攻撃隊（てんらいとくべつこうげきたい）は、太平洋戦争で大日本帝国海軍が編成した空中特別攻撃隊の一つである。

## 経緯
1945年太平洋戦争末期、アメリカ軍のB-29による戦略爆撃で日本は壊滅的な状態となっていた。天雷特別攻撃隊はその対策の一つとして現れた。
天雷特攻隊は岩国基地で編成された。隊長は予備学生出身の海原健次少尉、先任下士官は内藤宏上飛曹、隊員は甲飛12期8名の計10名で、後に二次隊の10名が追加された。要務士は杉原実中尉だった。
1945年5月25日司令より「この期に及んで大日本帝国海軍航空隊では初めての空中特攻隊を編成し、諸君をその隊員に任命する。この空中特攻隊員は数ある海軍搭乗員の中から選ばれた技量優秀、心身健全、攻撃精神旺盛であると信じている。この作戦を必ず成功させ、本土防衛の礎となってもらいたい。この特攻隊を天雷特別攻撃隊と命名する」と訓示がある。その後、零戦52型に3号250キロ爆弾を装備してB-29の大編隊の前方50-60度の角度から侵入し、一番機をかわした時にボタンを押して爆発することで直径250-300m範囲でダメージを与えると説明があった。
訓練は岩国基地で、203空の岩本徹三、田中民穂らが教官となって指導を行った。敵編隊を発見できない時は安全を確認し、海上に爆弾を落として帰投する。戦闘機にやられないように、また味方を巻き込まないために誘導機1機、特攻機1機の単機攻撃が原則であった。
7月初旬に一次隊である「白虎隊」が築城基地へ移動。1945年8月7日初の空中特攻隊として加藤正治一飛曹、内藤宏上飛曹が出動するが、B-29が引き返したことで不発に終わる。
8月9日出動するが、内藤機が脚が引っ込まず基地に帰投、爆弾を抱えたまま帰投したため、混乱が起きて内藤は出入り禁止となる。加藤機は未帰還となった。
8月11日二次隊である飛龍隊が岩国での訓練を終え、築城に進出した。
1945年8月15日空中特攻は実施されないまま、終戦を迎える。